# Heterodrilus densus
Heterodrilus densus är en ringmaskart som beskrevs av Erséus 1997. Heterodrilus densus ingår i släktet Heterodrilus och familjen glattmaskar. Inga underarter finns listade i Catalogue of Life.